# Revolutionary Conquerors FC
Revolutionary Conquerors Football Club – nieistniejący już belizeński klub piłkarski z siedzibą w mieście Dangriga, stolicy dystryktu Stann Creek. Funkcjonował w latach 2005–2008. Domowe mecze rozgrywał na obiekcie Carl Ramos Stadium.

## Osiągnięcia
- wicemistrzostwo Belize (1): 2007
- FFB Cup Knock-Out Tournament (1): 2006/2007
- Mayor's Cup Football Playoff (1): 2007

## Historia
Klub został założony w 2005 roku. W sezonie 2006/2007 wygrał puchar Belize o nazwie FFB Cup Knock-Out Tournament oraz rozgrywki Mayor's Cup Football Playoff. Bezpośrednio po tym przystąpił do rozgrywek ligi belizeńskiej i w sezonie 2007 jako beniaminek wywalczył tytuł wicemistrza Belize. Dzięki temu osiągnięciu wziął udział w międzynarodowych rozgrywkach Copa Interclubes UNCAF. Tam uległ już w pierwszej rundzie honduraskiemu Realowi España, lecz zaprezentował się z dobrej strony i przegrał z faworyzowanym rywalem dopiero w serii rzutów karnych. W 2008 roku klub wycofał się z rozgrywek ligowych i zakończył swoją działalność.
Klub zmieniał barwy na przestrzeni swojej działalności; np. w 2007 roku były one żółto-niebieskie, zaś w 2008 roku czerwono-zielone.

### Rozgrywki międzynarodowe
| Sezon | Rozgrywki              | Runda | Klub        | Dom | Wyjazd | Ogólnie    |
| ----- | ---------------------- | ----- | ----------- | --- | ------ | ---------- |
| 2007  | Copa Interclubes UNCAF | 1R    | Real España | 1–2 | 2–1    | 3–3 k: 2–4 |

## Trenerzy
- Palmiro Salas (2007)[8]